# Хамилтън (окръг, Охайо)
Вижте пояснителната страница за други значения на Хамилтън.
Окръг Хамилтън (на английски: Hamilton County) е окръг в щата Охайо, Съединени американски щати. Площта му е 1070 km², а населението - 845 303 души (2000). Административен център е град Синсинати.